# Бестільний Руслан Олегович
Русла́н Оле́гович Бесті́льний (19 травня 1991, м. Одеса — 1 жовтня 2022, Миролюбівка Херсонський район Херсонська область ) — капітан Збройних сил України, відзначився у ході російського вторгнення в Україну, учасник російсько-української війни

## Життєпис
Руслан Бестільний народився 19 травня 1991 року в місті Одеса. Дитинство та юність провів у місті Первомайськ, Миколаївської області.
Навчався у НМУ ім. Богомольця на лікаря, але за участь у Революції гідності був відрахований. На Майдані був медиком першої сотні.
Після Майдану поїхав у складі 25-го окремого батальйону «Київська Русь» обороняти східні рубежі України. Брав участь в АТО. Там же вирішив будувати військову кар'єру і вчитися на офіцера, тому вступив до Національної академії Сухопутних військ імені гетьмана Петра Сагайдачного.
Під час повномасштабної війни командував ротою у 128-й ОГШБ. Разом із побратимами боєць боронив Україну від російських окупантів на передовій.

## Загибель
Загинув під час виконання бойового завдання на Херсонщині. Похований у Первомайську на Миколаївщині. Залишилися батьки, брат, дружина і двоє синочків.

## Нагороди
12 лютого 2024 указом президента України нагороджений орденом Богдана Хмельницького ІІІ ступеня.

## Вшанування пам'яті
1 жовтня 2023 жителями Любимівки встановлено меморіал на місці загибелі п'яти українським військовим з 128 ОГШБ, що загинули рівно рік тому в боях за звільнення села від російської окупації.